# Novi Bečej

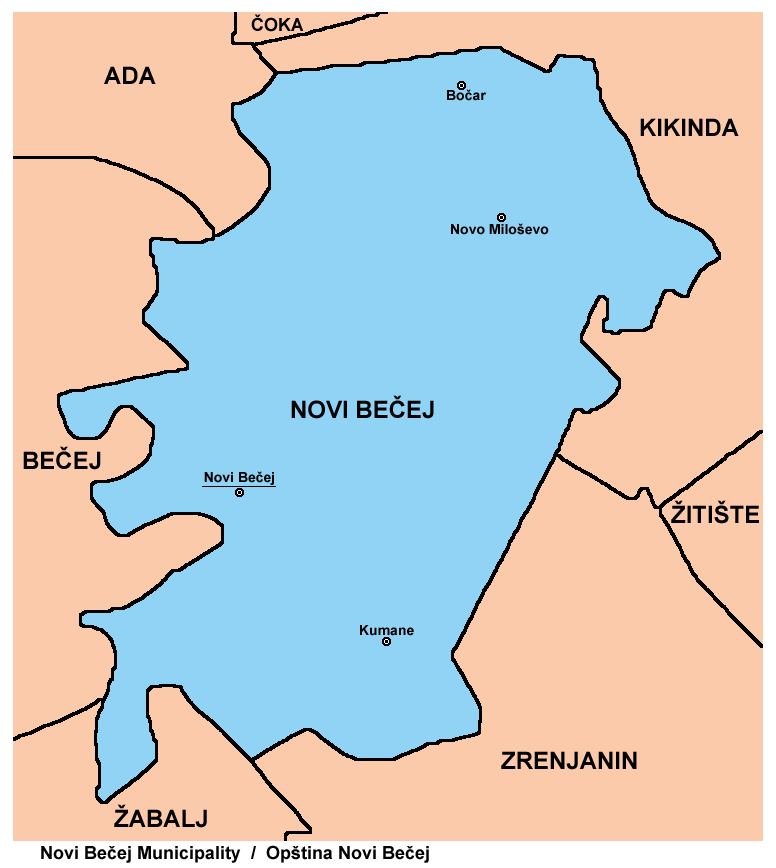
Karte der Gemeinde Novi Bečej

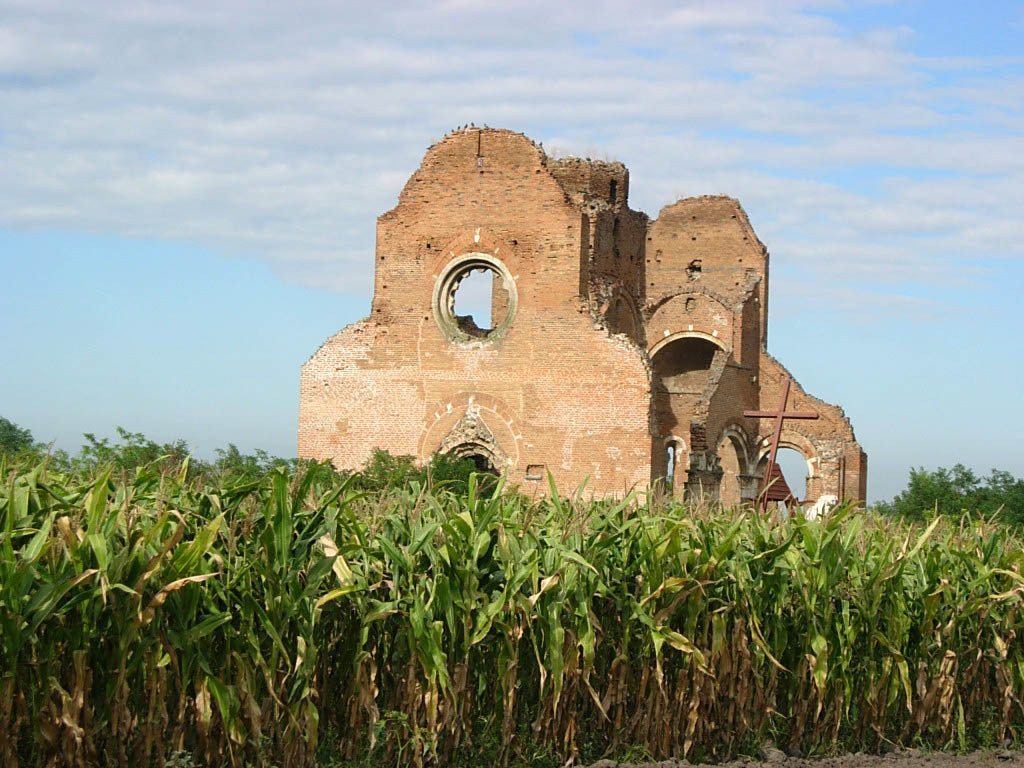
Ruinen der mittelalterlichen katholischen Kirche Arača (Aracs) bei Novi Bečej.

Novi Bečej (serbisch-kyrillisch: Нови Бечеј, ungarisch: Törökbecse, deutsch: Neu-Betsche) ist eine Stadt im Zentral-Banat in der Vojvodina, Serbien mit 13.133 Einwohnern (23.925 in der gesamten Gemeinde). Die Stadt liegt an der Theiß (serbisch Tisa).

## Name
Novi Bečej teilt sich seinen Namen mit dem benachbarten Bečej in der Batschka, das früher "Stari Bečej" (Стари Бечеј, "Alt-Bečej") genannt wurde.
Über die Namensherkunft gibt es mehrere Theorien. Die erste geht davon aus, dass der Name vom "Castellum de Beche", der Festung nahe dem heutigen Stadtzentrum, stammt. Eine alternative Theorie führt den Namen auf die Familie Wechey zurück, die die Siedlung samt Umland einst beherrschte. Die Stadt war auch als 'Turski Bečej' (Турски Бечеј) bekannt, 1919 wurde sie schließlich zu 'Novi Bečej' (Нови Бечеј) umbenannt. Für einen kurzen Zeitraum nach dem Zweiten Weltkrieg wurde der Ort zu Vološinovo / Волошиново umbenannt (nach Oberst Volosinov, der die Stadt befreite). Seit 1952 wurde endgültig der Name Novi Bečej offiziell durchgängig verwendet.
Auf Serbisch und Kroatisch nennt sich der Ort Novi Bečej (Нови Бечеј), auf Ungarisch Törökbecse und auf Deutsch Neu-Betsche. Serbisch und Ungarisch sind Amtssprachen der Gemeinde.

## Geschichte
Der Ort wurde erstmals 1091 während der Herrschaft des Königreich Ungarns erwähnt. Später, unter der Herrschaft des osmanischen Reichs, wurde der Ort von Serben bewohnt. Als Teil der Vojvodina und damit wieder Ungarns war der Ort bis zum Ende des Ersten Weltkriegs Teil Österreich-Ungarns. Von da an gehörte der Ort zum Königreich der Serben, Kroaten und Slowenen, Jugoslawien beziehungsweise schließlich zu Serbien.

## Gemeindegliederung
Die Gemeinde Novi Bečej gliedert sich in die namensgebende Stadt und die Orte Bočar, Kumane und Novo Miloševo.

## Ethnische Gruppen nach der Volkszählung 2011
Die Volkszählung 2011 ergibt für die Gemeinde Novi Bečej 23.925 Einwohner mit folgender Verteilung:
- 16.132 Serben (67,43 %)
- 4.319 Ungarn (18,05 %)
- 1.295 Romani (5,41 %)
- 2.179 andere (9,11 %)

Die 13.133 Einwohner der Stadt selbst verteilen sich auf:
- 7.738 Serben (58,92 %)
- 3.210 Ungarn (24,44 %)
- 609 Romani (4,64 %)
- 1.576 andere (12,00 %)

### Einwohnerentwicklung der Stadt
- 1961: 16.378
- 1971: 16.075
- 1981: 16.091
- 1991: 15.404
- 2002: 14.452
- 2011: 13.133

## Kultur
Novi Bečej beherbergt Serbiens viertgrößtes Veranstaltung, das 'Velikogospojinski Dani' zu Ehren des städtischen Schutzheiligen. Das Fest zieht mehr als 200.000 Besucher aus dem ganzen Land und angrenzenden Staaten in die Gemeinde. Bekannte serbische, kroatische und ungarische Musiker wie Lepa Brena, Zdravko Čolić, Severina, Tony Cetinski, Crvena Jabuka, Plavi orkestar, Željko Joksimović, Edda, Omega etc. traten bereits auf dem Festival auf.

### Arača
Die Arača ist eine mittelalterliche romanische Kirche etwa zwölf Kilometer nördlich der Stadt. Sie ist eine der ältesten Kirchen, die während des alten Königreichs Ungarn gebaut wurden.
Die Kirche wurde um 1230 erbaut. Um 1280 wurde das Gebäude bei einem Raubzug zerstört. 1370 erfolgte der Wiederaufbau, bei dem der heutige gotische Turm errichtet wurde. 1417 kam die Kirche in den Besitz des serbischen Herrschers Đurađ Branković, der es wiederum Pál Birinyi schenkte. Im Jahr 1551 brannten die Osmanen die Kirche nieder, wonach sie nie wieder aufgebaut wurde.

## Natur

### Slano Kopovo
Slano Kopovo, nordöstlich von Novi Bečej nahe der Tisa, ist eine der letzten serbischen Salzwiesen. Sie beherbergt einzigartige pannonische Habitate, die sich durch salzige, schlammige Tümpel oder Seen auszeichnen.
Die Bedeutung Slano Kopovos ist vielfältig. So stellt das Gebiet eine der wichtigsten serbischen Lebensräume für verschiedene Zugvögel dar. In der Slano Kopovo wurde 203 Vogelarten festgestellt, 63 % aller in der Vojvodina bekannten Spezies.

## Söhne und Töchter der Stadt
- Vladimir Glavaš (1830–1909), Jurist und Wohltäter
- Draginja Ružić (1834–1905), Schauspielerin
- Jocza Savits (1847–1915), Schauspieler, Regisseur und Autor
- Josif Marinković (1851–1931), Komponist
- Aleksandar Berić (1906–1941), Kriegsheld im Königreich Jugoslawien
- Nikanor, episkop Bački (1906–1986), Bischof der Serbisch-Orthodoxen Kirche
- Slavko Simić (1924–2007), Schauspieler
- Dubravka Nešović (1932–2019), Sängerin

## Städtepartnerschaften
| - Mezőtúr, Ungarn - Štúrovo, Slowakei - Bataysk, Russland - Straža, Slowenien - Knjaževac, Serbien |

## Bilder

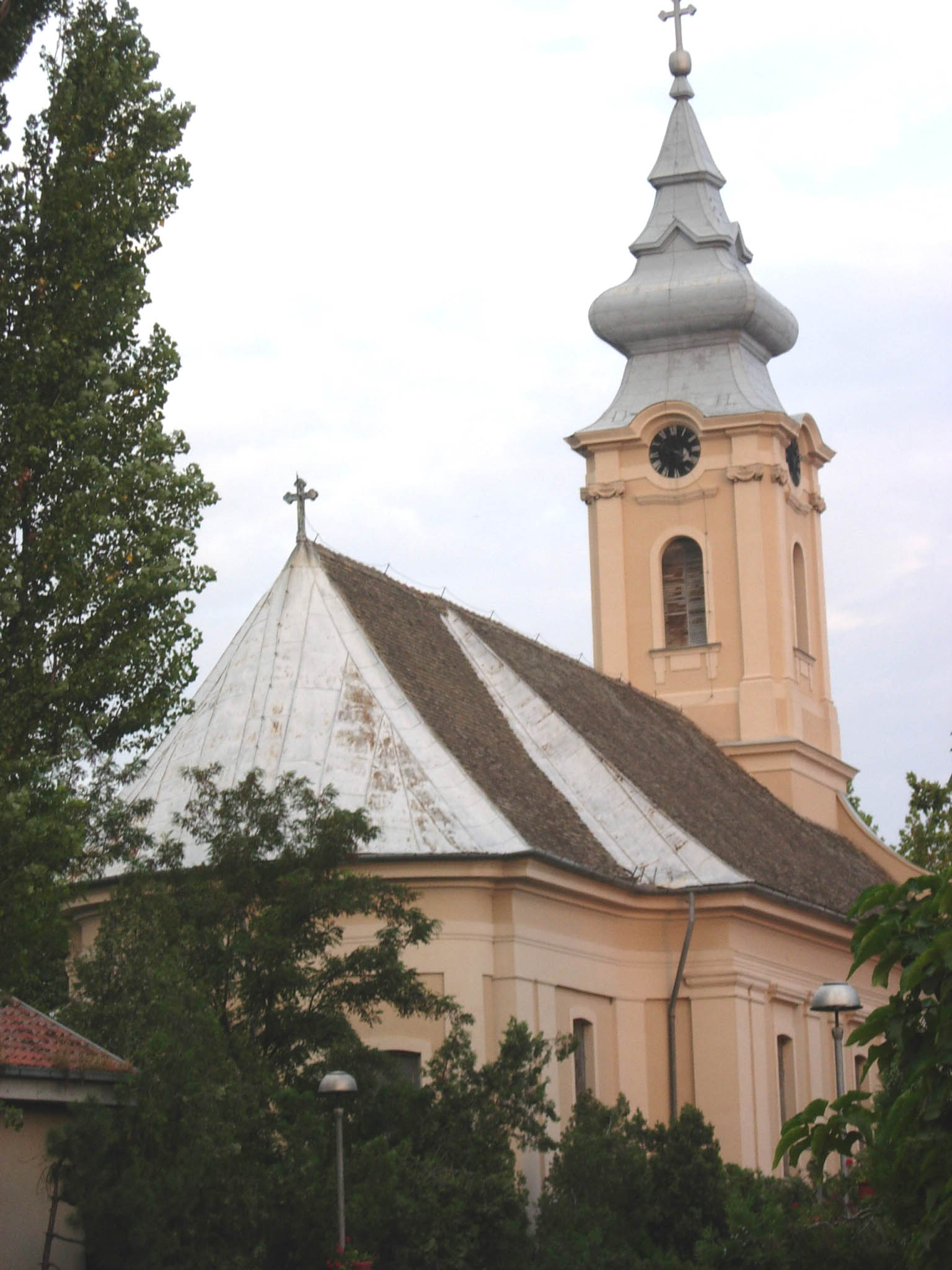
Die katholische Kirche der heiligen Klara von Assisi.
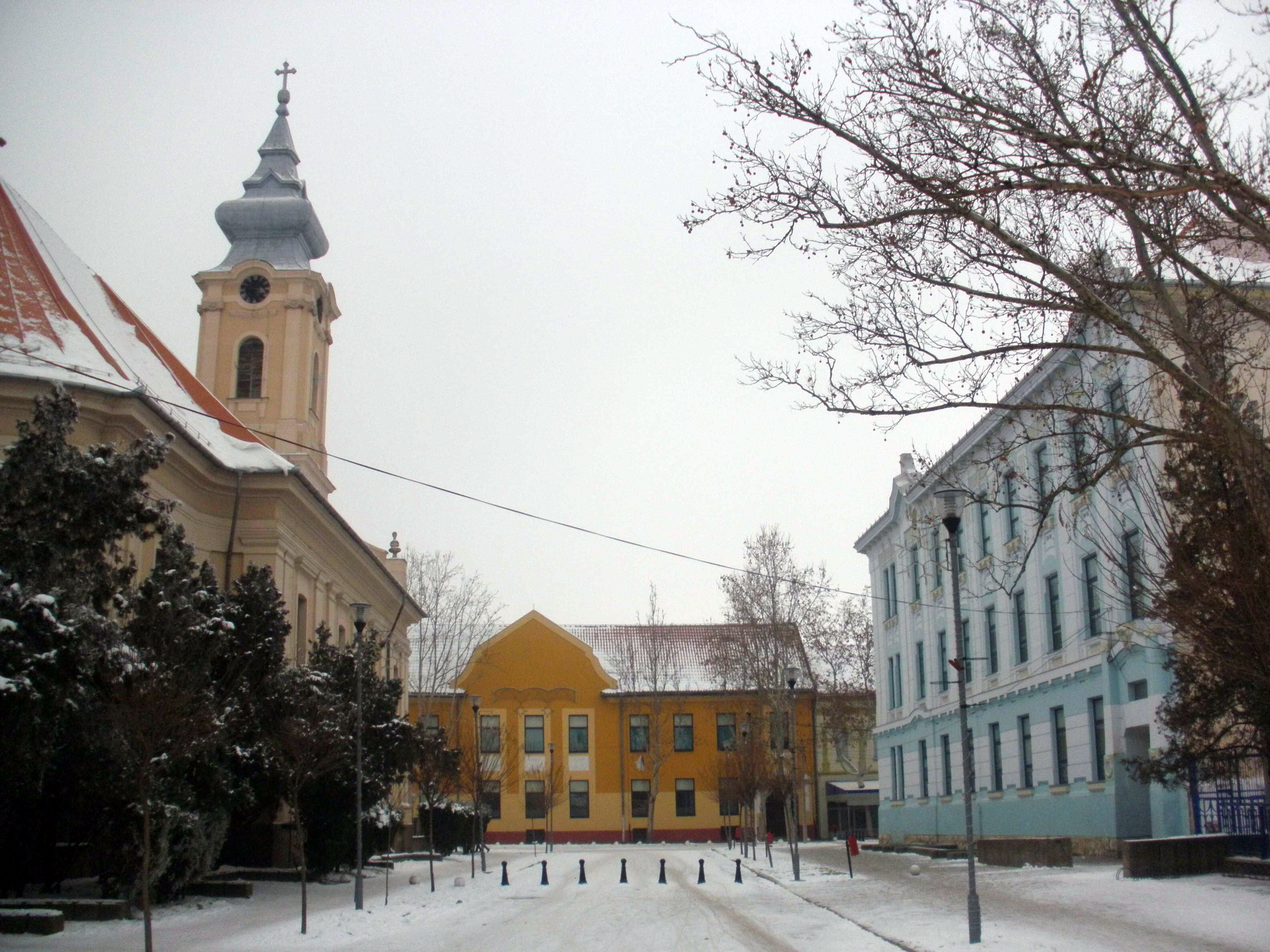
Katholische Kirche und alte Grundschule nach ihrer Restaurierung 2011.